# Mapa językowa

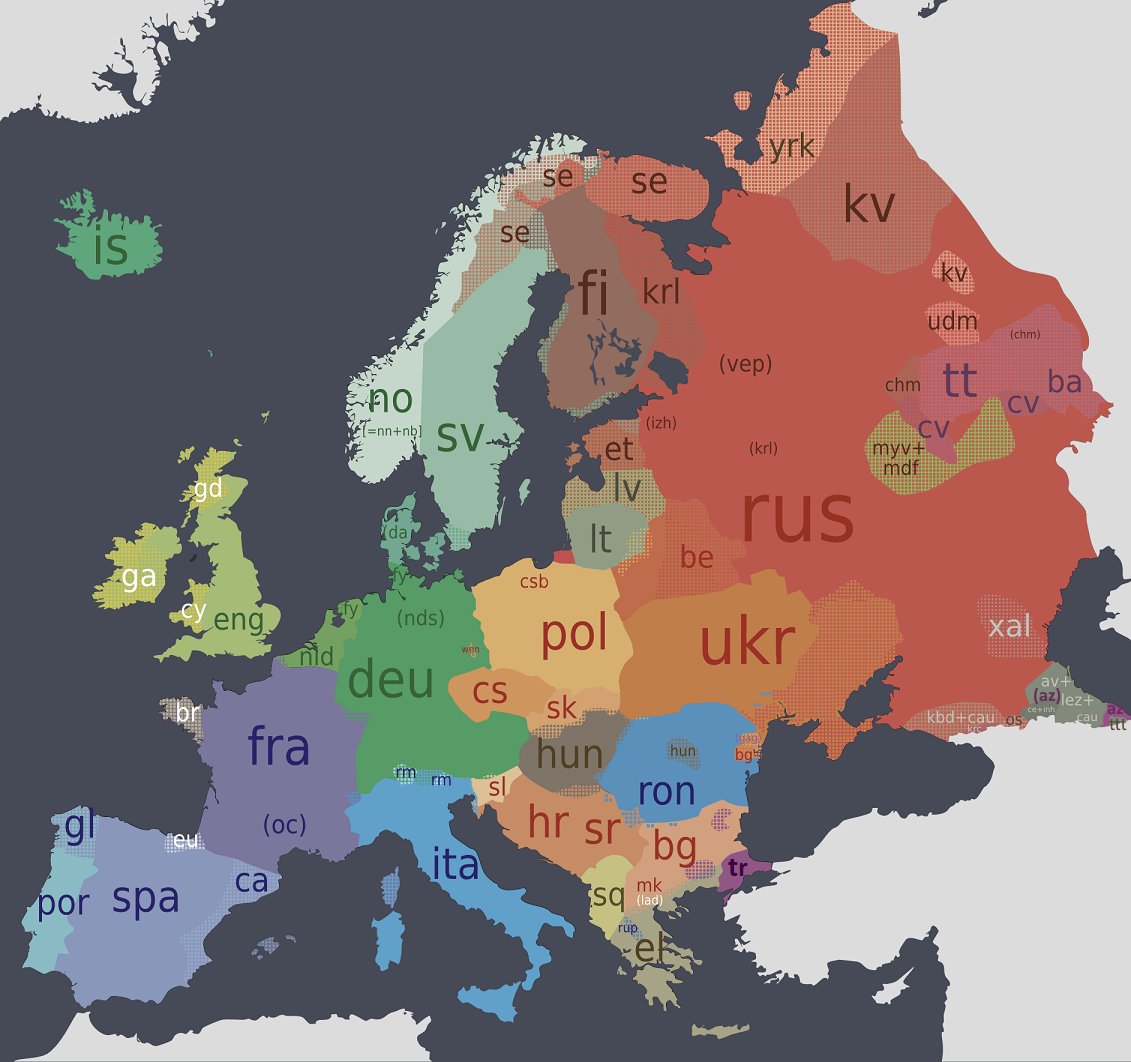
Mapa językowa Europy

Mapa językowa, mapa lingwistyczna (łac. mappa – obrus, lingua – język) – graficzna prezentacja faktów językowych w celu wykrywania językowych różnic terytorialnych na danym terenie. Bez względu na typ mapowania, charakteryzuje się ona jasnością ekspozycji zjawisk językowych.

## Wybrane elementy mapy językowej
- izoglosa,
- pęk izoglos,
- areał (rejon, region) językowy – przestrzeń językowa[2].

## Podział map

### Ze względu na przedmiot mapowania można wyróżnić
- mapy fonetyczne – przedstawiające zróżnicowanie brzmień w określonej pozycji fonetycznej,
- mapy fleksyjne – wykazujące zróżnicowanie końcówek pewnych form gramatycznych,
- mapy słowotwórcze – obrazujące zróżnicowanie elementów tworzących formacje określonego typu,
- mapy słownikowe – ilustrujące zróżnicowanie leksykalne, słowotwórcze i fleksyjne nazw określonych desygnatów,
- mapy semantyczne[3].

Powyższą koncepcję rozszerza Barbara Falińska wskazując, iż zagadnienia leksykalno-semantyczne przedstawiają:
- mapy leksykalne (wyrazowe) – unaoczniające zróżnicowania terenowe określonego desygnatu,
- mapy zasięgowe – oddające zasięg jakiegoś wyrazu w danym znaczeniu,
- mapy semantyczne – wyrażające terytorialne rozmieszczenie znaczeń wyrazu pojawiającego się w tytule mapy[4].

### Ze względu na technikę opracowania
Po porównaniu sposobów mapowania oraz przy założeniu większej samodzielności opracowania kartograficznego, Bogusław Kreja opowiedział się za koncepcją B. Falińskiej i wyróżnił cztery podstawowe typy map oraz odmianę mieszaną:
- mapy płaszczyznowe,
- mapy izoglosowe,
- mapy punktowe,
- mapy napisowe,
- mapy mieszane[5].

Natomiast H. Augustynowicz-Ciecierska wyodrębniła:
- mapy napisowe – niewymagające komentarza,
- mapy symboliczne (z zakreskowaniem, kolorową płaszczyzną, z izoglosą, ze znakami) – wymagające komentarza i przeważające nad pierwszymi sposobem prezentacji układów geograficznych, syntetyzowania danych,
- mapy przejściowe – domagające się komentarza[6].

Karol Dejna rozróżniał:
- mapy atlasu dialektów – zawierające jedynie cechy formujące dialekty,
- mapy gwarowe – rejestrujące szczegóły i odmiany zróżnicowania obszaru mowy ludzi[7].

### Ze względu na technikę opracowania oraz ilość ukazanych danych
- mapy jednostkowe – przybliżające jedną cechą,
- mapy syntetyzujące – przynoszące mniejszy zakres lub stopień uogólnienia,
- mapy syntetyczne – dające większy stopień uogólnienia[8].

## Problemy metodologiczne
Mapa językowa od lat jest przedmiotem żywej dyskusji językoznawców. Geografia lingwistyczna jest często utożsamiana z kartografią językową. Jednak jak wskazał Antoni Furdal, pierwsza ma zakres szerszy i ujmuje zjawiska w kontekście geograficznym, druga natomiast – węższy i odnosi się do prezentacji zjawisk w postaci map. Furdal zwrócił też uwagę na fakt, że już przedstawienie zjawisk językowych na mapie jest sformułowaniem naukowym. Niemniej najczęściej nie poprzestaje się na samej prezentacji, lecz dąży do poszukania związków między cechami lingwistycznymi.
Ponadto doborowi sposobu mapowania powinna towarzyszyć nie tylko refleksja techniczna, lecz również metodologiczna. Przed przystąpieniem do tworzenia map należy odpowiedzieć na pytania Haliny Pelcowej – czy przedstawienie kartograficzne ma na celu ukazanie materiału bez jakiejkolwiek selekcji, bez zobrazowania rozmieszczenia przestrzennego, czy dane zjawisko prezentuje tylko płaszczyznę synchroniczną, czy może uwzględnia rozwój historyczny? Na tej podstawie można stwierdzić, że mapy są ekspozycją materiału oraz jego interpretacją.